# Джупітер-Фармс (Флорида)
Джупітер-Фармс (англ. Jupiter Farms) — переписна місцевість (CDP) в США, в окрузі Палм-Біч штату Флорида. Населення — 12 572 особи (2020).

## Географія
Джупітер-Фармс розташований за координатами 26°55′21″ пн. ш. 80°13′5″ зх. д. / 26.92250° пн. ш. 80.21806° зх. д. (26.922525, -80.218037).  За даними Бюро перепису населення США в 2010 році переписна місцевість мала площу 38,85 км², з яких 38,79 км² — суходіл та 0,06 км² — водойми.

## Демографія
Згідно з переписом 2010 року, у переписній місцевості мешкали 11 994 особи в 4223 домогосподарствах у складі 3457 родин. Густота населення становила 309 осіб/км².  Було 4437 помешкань (114/км²).
Расовий склад населення:
| - 94,8 % — білих - 1,2 % — чорних або афроамериканців - 1,0 % — азіатів - 0,2 % — корінних американців - 1,2 % — осіб інших рас |

До двох чи більше рас належало 1,7 %. Частка іспаномовних становила 8,6 % від усіх жителів.
За віковим діапазоном населення розподілялося таким чином: 22,2 % — особи молодші 18 років, 67,4 % — особи у віці 18—64 років, 10,4 % — особи у віці 65 років та старші. Медіана віку мешканця становила 44,9 року. На 100 осіб жіночої статі у переписній місцевості припадало 102,4 чоловіків;  на 100 жінок у віці від 18 років та старших — 101,2 чоловіків також старших 18 років.
Середній дохід на одне домашнє господарство  становив 100 070 доларів США (медіана — 86 435), а середній дохід на одну сім'ю — 105 965 доларів (медіана — 95 204). Медіана доходів становила 54 083 долари для чоловіків та 40 431 долар для жінок. За межею бідності перебувало 5,7 % осіб, у тому числі 7,6 % дітей у віці до 18 років та 4,3 % осіб у віці 65 років та старших.
Цивільне працевлаштоване населення становило 6118 осіб. Основні галузі зайнятості: освіта, охорона здоров'я та соціальна допомога — 18,1 %, науковці, спеціалісти, менеджери — 16,0 %, мистецтво, розваги та відпочинок — 10,8 %, будівництво — 10,0 %.